# Ностальжи. Музыка всех поколений
«Ностальжи. Музыка всех поколений» — музыкальная телепрограмма, созданная в 1992 году продюсером и режиссёром Олегом Рясковым по договоренности с руководством радиостанции «Ностальжи». Выпуск телепрограмм «Ностальжи. Музыка всех поколений» был начат на РТР. Проект вырос в самостоятельную телепрограмму после 1994 года. Ведущими были Павел Андреев (1992) и Владимир Туз (1992—1998).

## Содержание передачи
Передача рассказывала о творчестве и судьбе самых известных звезд эстрады и рок-сцены. Среди героев программы были: Deep Purple, Nirvana, Тина Тёрнер, Pink Floyd, Nazareth, Хулио Иглесиас, Эдит Пиаф, Мирей Матьё, ABBA, Queen и другие. Программе нередко давали эксклюзивные интервью рок- и поп-идолы.

## Факты
- Начинал вести программу Павел Андреев. Но в результате разногласий с продюсером и режиссёром программы он уступил кресло ведущего Владимиру Тузу.
- При правильных ответах зрители, участвовавшие в викторинах, получали в подарок диск с песнями героя программы.
- В рамках программы в 1994 году был впервые на РТР был показан концерт группы Deep Purple 1992 года, состоявшийся в Бирмингеме.
- Автором текстов программы продолжительное время выступал Юрий Сапрыкин, позднее возглавивший интернет-портал «Афиша».